# Zbigniew Chwedczuk
Zbigniew Chwedczuk (ur. 1 czerwca 1921 w Warszawie, zm. 2 kwietnia 1995 w Gdańsku) – polski dyrygent, wieloletni kierownik artystyczny Filharmonii Pomorskiej w Bydgoszczy (1960–1972). 

## Życiorys
W 1940 r. ukończył z wyróżnieniem I Państwowe Gimnazjum i Liceum im. Stefana Batorego w Warszawie. Ukończył studia muzyczne w Gdańsku u Bohdana Wodiczki i w Państwowej Wyższej Szkole Muzycznej w Warszawie u Waleriana Bierdiajewa. W 1947 r. wraz z Romanem Jabłońskim założył chór Politechniki Gdańskiej. W latach 1950–1954 pracował jako dyrygent w Filharmonii Łódzkiej,a następnie, w latach 1954–1958 - w Filharmonii i Operze w Krakowie. W 1958 r. rozpoczął pracę w Filharmonii Pomorskiej w Bydgoszczy, a w 1960 r. został jej kierownikiem artystycznym. Za jego dyrekcji krystalizowało się oblicze młodej bydgoskiej orkiestry symfonicznej, doszły do skutku pierwsze zagraniczne wyjazdy (Czechosłowacja, NRD), zainaugurowano Bydgoskie Festiwale Muzyczne, powstała Capella Bydgostiensis, a bydgoska orkiestra symfoniczna występowała niejednokrotnie w Filharmonii Narodowej.
W pierwszym swoim sezonie poprowadził m.in. „Mesjasza” G.F. Haendla, w 1961 r. – symfonię G-dur J. Haydna i III symfonię c-moll C. Saint-Saënsa. W maju 1963 r. na uroczystym koncercie inaugurującym I Bydgoski Festiwal Muzyki Polskiej orkiestra pod jego dyrekcją wykonała m.in. symfonię h-moll I.J. Paderewskiego. Był doceniany zarówno przez artystów (Witold Małcużyński), jak i krytyków muzycznych. W latach 60. był jedną ze znakomitszych postaci ówczesnego środowiska artystycznego w Bydgoszczy. We wszystkich wywiadach i publicznych wystąpieniach podkreślał, że najbliższą jest mu muzyka polska. Dlatego też z wyjątkową pieczołowitością podszedł do wieńczącego obchody 50. rocznicy odzyskania niepodległości (1968) Koncertu Muzyki Polskiej. Poza polską najbliższa mu była muzyka francuska.
Zapraszał także do Filharmonii Pomorskiej wielu znakomitych śpiewaków (m.in. Irena Oliver i Louise Parker z USA, Andrzej Bachleda, Krystyna Szostek-Radkowa, Krystyna Szczepańska, Kazimierz Pustelak). W sezonie 1965/66 objął muzyczne kierownictwo „Toski” G. Pucciniego, realizowanej przez bydgoską operę. W ostatnim swoim sezonie w Bydgoszczy (1971/72) przedstawił m.in. „Magnificat” J.S. Bacha i „Stworzenie świata” J. Haydna. W 1972 r. przeniósł się na Wybrzeże, by przez szereg lat kierować Państwową Operą i Filharmonią Bałtycką w Gdańsku.

## Ordery i odznaczenia
- Krzyż Kawalerski Orderu Odrodzenia Polski
- Złoty Krzyż Zasługi

Źródło:.

## Nagrody
- Nagroda WRN w Bydgoszczy I stopnia za wybitne osiągnięcia w dziedzinie kultury (1969)[4]

## Upamiętnienie
31 maja 2024 na ścianie kamienicy przy ulicy Aldony 10 w Dolnym Wrzeszczu, w której, w latach 1972–1989, mieszkał Zbigniew Chwedczuk, odsłonięta została pamiątkowa tablica.